# Isabella Mattocks

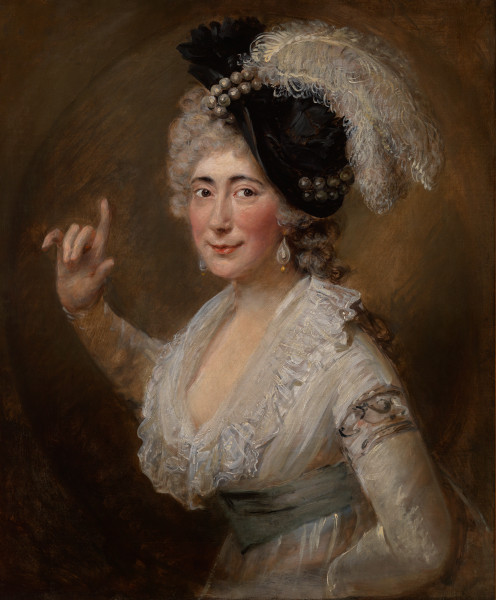
Isabella Mattocks - Gainsborough Dupont

Isabella Mattocks, född 1746, död 1826, var en brittisk skådespelare. 
Mattocks var dotter till skådespelaren Lewis Hallam och tillhörde en familj av aktörer: hon gifte sig med sin kollega Mattocks. Hon debuterade vid fyra års ålder på Covent Garden i London, och var verksam som barnskådespelare innan hon blev fast engagerad 1762. Året därpå var hon den första som gjorde rollen som Nancy i premiären av Murphy's ‘What we must all come to,’ och den första Elvira i ‘Spanish Lady,’ som tillskrivs Hull. Mattocks ansågs tillhöra eliten av aktörer vid Covent Garden fram till sin sista föreställning 1808. Hon uppskattades särskilt inom komedin.  